# Veronica mexicana
Veronica mexicana är en grobladsväxtart som beskrevs av S. Wats.. Veronica mexicana ingår i släktet veronikor, och familjen grobladsväxter. Inga underarter finns listade i Catalogue of Life.